# Campocorto

Posición del shortstop en el campo de béisbol

En béisbol, se llama campocorto, parador en corto, paracorto o torpedero según el país (shortstop en inglés, abreviado SS) a aquel jugador que ocupa la posición entre la segunda y tercera base. Esta posición es considerada por muchos una de las más difíciles y dinámicas, debido a la ubicación en que se juega. La razón se debe a que existe una mayor cantidad de bateadores diestros que zurdos, y la mayoría de los bateadores tienden a golpear la pelota en la dirección que va su bate. Esto resulta en una gran cantidad de pelotas mandadas en la dirección del parador en corto. En el sistema numérico usado para la anotación de partidos, el parador en corto corresponde al número 6.
El parador en corto debe cubrir la segunda base en situaciones de doble play y también cuando la pelota es golpeada hacia primera base, al lanzador o al receptor. En algunas ocasiones también debe cubrir tercera base, como cuando se da un toque de sacrificio. Generalmente, los otros jugadores del cuadro ceden los elevados al parador en corto cuando este pide atraparlos, pero los jardineros generalmente piden los elevados fuera del cuadro, y el parador en corto debe cederlos.
La posición de parador en corto requiere de buena habilidad para atrapar y lanzar la bola, al igual que requiere que quien juegue esta posición tenga buena reacción y se mueva con rapidez. Esta posición es jugada exclusivamente por jugadores que lancen con el brazo derecho, ya que es más fácil para un diestro realizar un tiro a primera base o segunda base desde la ubicación del parador en corto porque no necesita girar tanto la cadera como un zurdo.

## Historia
El Doc Adams de los Knickerbockers creó el concepto de la posición del shortstop, según el historiador del béisbol John Thorn y el investigador del Salón de la Fama del Béisbol Freddy Berowski. En los primeros cinco años en que jugaron los Knickerbockers, el equipo tuvo en el campo de juego entre ocho y once jugadores. Los únicos jugadores del cuadro interior eran los que cubrían cada una de las bases; si había más de ocho jugadores, a veces se utilizaban jardineros adicionales. Los jardineros tenían dificultades para lanzar bolas al cuadro interior debido al peso ligero de las pelotas. La posición de shortstop de Adams, que comenzó a jugar en algún momento entre 1849 y 1850, se utilizaba para recibir lanzamientos de los jardineros y lanzar a los tres jugadores del cuadro interior. La posición, más parecida a un cuarto jardinero que a un jugador de cuadro, también se llamaba "short fielder" en ese entonces (un término que todavía se usa en el softbol de lanzamiento lento para el décimo jugador).
Con la llegada de pelotas de béisbol de mayor calidad, Adams se trasladó al cuadro interior, ya que la distancia que las bolas podían recorrer aumentó. Sin embargo, Dickey Pearce, principalmente de los Brooklyn Atlantics, recibe el crédito como el primero en haber jugado la posición de shortstop tal como se juega en la actualidad. Adams tuvo una larga carrera como jugador de los Knickerbockers: permaneció en el equipo como jugador hasta 1860.

## Campocortos destacados

### Miembros del Salón de la Fama
- Luis Aparicio: 9 veces consecutivas líder de bases robadas.

- Dave Bancroft
- Elido Peña
- Ernie Banks
- Lou Boudreau
- Joe Cronin
- George Davis
- Travis Jackson
- Hughie Jennings
- Barry Larkin
- John Henry "Pop" Lloyd
- Rabbit Maranville
- Pee Wee Reese
- Cal Ripken, Jr.: parador en corto con más cuadrangulares (345) y jugador con más partidos concecutivos jugados (2632)
- Phil Rizzuto
- Joe Sewell: jugador con el porcentaje de ponche más bajo en la historia (1.6%)
- Ozzie Smith: parador en corto con más Premios Guante de Oro, un total de 13
- Joe Tinker
- Alan Trammell
- Arky Vaughan
- Honus Wagner: primer parador en corto en el Salón de la Fama del Béisbol
- Bobby Wallace
- John Montgomery Ward
- Willie Wells
- Robin Yount (en los jardines durante sus últimas 9 temporadas)

### Otros notables
- Omar Vizquel: mejor porcentaje defensivo de la historia (.984), ganador de 11 Guantes de oro.
- Derek Jeter
- Alfonso Carrasquel
- David Concepción: 5 Guantes de Oro.
- Edgar Rentería: MVP de la Serie Mundial 2010.
- Álex Rodríguez (10 temporadas en la posición, llevado a la 3.ª base las últimas 6).
- Hanley Ramírez
- Dustin Pedroia
- José Reyes